# Iwan Stoizow
Iwan Stoizow (* 22. März 1985 in Plowdiw) ist ein ehemaliger bulgarischer Gewichtheber.

## Karriere
Er erreichte bei den Olympischen Spielen 2004 im Mittelgewicht den siebten Platz. Bei den Europameisterschaften 2004 gewann er die Goldmedaille. 2005 wurde er bei den Europameisterschaften Dritter. Bei den Weltmeisterschaften 2007 konnte er mit 363,0 kg den Weltmeistertitel gewinnen. Kurz vor den Olympischen Spielen 2008 wurde er bei einer Dopingkontrolle positiv auf Metandienon getestet und für vier Jahre gesperrt.